# Charles Walker (homme politique fidjien)
Pour l'homme politique britannique, voir Charles Walker.
Pour les articles homonymes, voir Charles Walker et Walker.
Charles Walker, né dans le village de Sawana aux îles Lau le 12 juin 1928 et mort à Suva le 11 mars 2021, est un homme politique puis diplomate fidjien.

## Biographie

### Jeunesse et éducation
Sa mère est fidjienne de la tribu (yavusa) Toga, des îles Lau, et descend de Wainiqolo, chef tongien qui participa à l'invasion tongienne des îles Lau fidjiennes menée par Enele Maʻafu au milieu du XIXe siècle. Le père de Charles Walker est un petit commerçant fils d'un colon écossais dont la généalogie croise celle des ducs de Fife et des comtes de Leven (en). 
Le garçon, le plus jeune de trois enfants, est éduqué à la public school de Levuka et grandit entre la société traditionnelle du village de sa famille maternelle et « le monde occidental de la ville de Suva en pleine modernisation ». À l'âge de 10 ans, il est grièvement blessé à la jambe lors d'un match de hockey sur gazon, blessure qui le laisse boiteux pour le restant de sa vie. À l'issue de son enseignement secondaire dans une école des Frères maristes à Suva, il entreprend des études supérieures à l'étranger, et obtient une licence de science agricole à l'université d'Otago en Nouvelle-Zélande, puis un Master dans ce même champ au campus trinidadien de l'université des Indes occidentales. De retour aux Fidji, qui sont alors une colonie britannique, il est employé dans le service public, dans la haute administration du département à l'Agriculture. En 1969, à la veille de l'indépendance du pays, il est nommé à la tête de l'administration du ministère de l'Agriculture. 
Adhérant au syndicat Association du Service public des Fidji, il en est le président de 1969 à 1970.

### Ministre
En 1977, à la demande du Premier ministre Ratu Sir Kamisese Mara, il démissionne de l'administration pour se porter candidat aux élections législatives en mars, pour le parti de l'Alliance. Il est élu député de la circonscription couvrant l'est du pays pour les citoyens issus de petites minorités ethniques, puis réélu aux élections anticipées en septembre et nommé ministre de l'Agriculture,.
En 1979 il est promu ministre des Finances. Il est reconnu localement et à l'étranger pour sa saine gestion des finances du pays, et certains voient en lui un potentiel futur Premier ministre. En novembre 1982 il annonce que l'inflation a baissé de 11% en 1981 à 7% en 1982. En décembre 1983, toutefois, il démissionne pour protester contre la décision de Ratu Mara d'augmenter les salaires dans la fonction publique. Il est alors transféré au poste de ministre de l'Agriculture.
En 1986 il est fait compagnon de l'ordre de Saint-Michel et Saint-Georges par la reine des Fidji, Élisabeth II, à la demande du gouvernement fidjien. Ratu Mara souhaite obtenir qu'il soit fait chevalier, mais Charles Walker refuse, arguant qu'il ne peut pas y avoir d'autre chevalier aux îles Lau que le Tui Nayau, le chef suprême coutumier de cet archipel - Ratu Mara lui-même.

### Ambassadeur
Il conserve son siège de député aux élections de 1987, mais celles-ci sont perdues par le gouvernement et Charles Walker se trouve ainsi sur les bancs de l'opposition. Le nouveau gouvernement de gauche mené par Timoci Bavadra est toutefois rapidement renversé par un coup d'État militaire, dont les auteurs restituent finalement le pouvoir à Ratu Mara. Charles Walker accepte le poste de ministre de l'Information dans ce gouvernement. Fin 1988, il est nommé ambassadeur des Fidji au Japon. De retour aux Fidji en 1993, il est nommé président de la Commission au Service public et aux Services de police. En 2001, le Premier ministre Laisenia Qarase le fait président d'une commission chargée de penser l'avenir de l'industrie sucrière du pays ; son rapport constitue le fondement de la stratégie économique que l'Union européenne accepte de financer à hauteur de 120 millions €. 
Il a la réputation d'un homme exigeant, travailleur, parfois grincheux, et intègre ; ayant été arrêté un jour par la police pour excès de vitesse, il insiste pour être verbalisé alors que le policier, l'ayant reconnu comme ministre, ne comptait pas lui infliger d'amende. Il meurt à l'hôpital à Suva à l'âge de 92 ans, « après une longue maladie ». 